# Formule de Landau-Zener
La formule de Landau-Zener est une solution analytique aux équations du mouvement gouvernant la dynamique de transition d'un système quantique à deux niveaux d'énergie, avec un hamiltonien dépendant du temps qui varie de manière que la différence d'énergie entre les niveaux soit une fonction linéaire du temps. La formule, qui donne la probabilité d'une transition diabatique (et non adiabiatique) entre les deux états d'énergie fut publiée séparément par Lev Landau et Clarence Zener en 1932.
La problématique posée est la suivante : si le système se trouve, dans le passé infiniment lointain, dans l'état propre de plus basse énergie, l'on souhaite calculer la probabilité de trouver le système dans l'état propre d'énergie le plus haut dans le futur infiniment lointain (c'est-à-dire qu'il ait subi une transition Landau-Zener). Pour une variation infiniment lente de la différence d'énergie (c'est-à-dire une vitesse de Landau-Zener nulle), le théorème adiabatique indique que ce type de transition n'aura pas lieu, le système étant toujours dans un état propre instantané du hamiltonien à cet instant. Aux vitesses non nulles, les transitions se produisent avec une probabilité que l'on peut atteindre par la formule de Landau-Zener.

## Approximation Landau-Zener
De telles transitions se produisent entre états du système dans son ensemble, ce qui implique que toute description du système doit comprendre les influences externes dont les collisions et les champs électrique et magnétique externes. Afin que les équations du mouvement pour le système puissent être résolues analytiquement, un ensemble de simplifications (les approximations de Landau-Zener) sont effectuées. Ces simplifications sont les suivantes :
1. le paramètre de perturbation dans le hamiltonien est une fonction linéaire du temps connue.
2. la séparation de l'énergie des états diabatiques varie linéairement avec le temps.
3. le couplage dans la matrice hamiltonienne diabatique est indépendante du temps.

La première simplification permet un traitement semi-classique. Dans le cas d'un atome dans un champ magnétique, la force du champ devient une variable classique qui peut être précisément mesurée durant la transition. Ce postulat est assez restrictif car une variation linéaire ne présentera pas, en général, le profil optimal pour atteindre la probabilité de transition voulue.
La seconde simplification permet la substitution :
{\displaystyle \Delta E=E_{2}(t)-E_{1}(t)\equiv \alpha t},
où {\displaystyle \scriptstyle {E_{1}(t)}} et {\displaystyle \scriptstyle {E_{2}(t)}} sont les énergies des deux états au temps {\displaystyle \scriptstyle {t}}, donné par les éléments de la matrice hamiltonienne, et {\displaystyle \scriptstyle {\alpha }} est une constante. Pour le cas d'un atome dans un champ magnétique, cela correspond à une modification linéaire dans ledit champ. Pour un déplacement Zeeman linéaire, cela provient directement de la première simplification.
La dernière simplification nécessite que la perturbation dépendante du temps n'induit pas de couplage dans les états diabatiques, ou plutôt le couplage doit être dû à une déviation du potentiel coulombien en {\displaystyle \scriptstyle {1/r}}, décrit couramment comme un défaut quantique.

## Formule de Landau-Zener
Les détails de la solution de Zener sont assez peu clairs, et se basent sur un ensemble de substitutions afin de mettre l'équation du mouvement sous la forme de l'équation de Weber afin d'utiliser la solution connue. C. Wittig a fourni une résolution plus claire utilisant une intégrale de contour.
Le point à mettre en exergue de cette approche est la vitesse de Landau-Zener :
{\displaystyle v_{LZ}={{\frac {\partial }{\partial t}}|E_{2}-E_{1}| \over {\frac {\partial }{\partial q}}|E_{2}-E_{1}|}\approx {\frac {dq}{dt}}},
où {\displaystyle \scriptstyle {q}} est la variable de perturbation (champ électrique ou magnétique, liaison moléculaire ou autre), et {\displaystyle \scriptstyle {E_{1}}} et {\displaystyle \scriptstyle {E_{2}}} sont les énergies des deux états diabatiques (se croisant). Un {\displaystyle \scriptstyle {v_{LZ}}} important conduit à une probabilité de transition diabatique importante, et vice-versa.
En utilisant la formule de Landau-Zener, la probabilité {\displaystyle \scriptstyle {P_{D}}} d'une transition diabatique est donnée par :
{\displaystyle {\begin{aligned}P_{D}&=e^{-2\pi \Gamma }\\\Gamma &={a^{2}/\hbar  \over \left|{\frac {\partial }{\partial t}}(E_{2}-E_{1})\right|}={a^{2}/\hbar  \over \left|{\frac {dq}{dt}}{\frac {\partial }{\partial q}}(E_{2}-E_{1})\right|}\\&={a^{2} \over \hbar |\alpha |}\\\end{aligned}}}
où {\displaystyle a} vaut la moitié de la distance en énergie des états dans la base adiabatique à  {\displaystyle t=0}.